# Einfuhrgenehmigung
Einfuhrgenehmigung (oder Importgenehmigung) ist im Außenhandel und der Außenhandelspolitik die behördliche Genehmigung zum Import von genehmigungspflichtigen Gütern. Pendant ist die Ausfuhrgenehmigung.

## Allgemeines
Grundsätzlich ist gemäß § 1 Abs. 1 Satz 1 AWG der Außenwirtschaftsverkehr frei. Hierdurch wird der Freihandel gesetzlich umgesetzt. Jedoch eröffnen § 1 Abs. 1 Satz 2 und Abs. 2 AWG die Möglichkeit, den Außenwirtschaftsverkehr einzuschränken, was ein nichttarifäres Handelshemmnis darstellt. Besteht ein Importverbot, kann keine Einfuhrgenehmigung erteilt werden. Derartige Einschränkungen können durch eine Genehmigungspflicht oder ein Verbot erreicht werden. Diese Möglichkeiten können im nationalen Recht, dem EU-Recht oder auch in zwischenstaatlichen Handelsabkommen begründet sein.
Zum Schutz verschiedener Wirtschaftszweige der europäischen und damit auch der deutschen Industrie vor einem unkontrollierten Marktzugang durch Drittländer werden für genehmigungspflichtige Waren unter bestimmten Voraussetzungen von den zuständigen Genehmigungsstellen Einfuhrgenehmigungen erteilt.

## Rechtsfragen
Bedürfen Rechtsgeschäfte nach § 8 Abs. 1 AWG einer Einfuhrgenehmigung, so ist die Genehmigung zu erteilen, wenn zu erwarten ist, dass die Vornahme des Rechtsgeschäfts den Zweck des AWG nicht oder nur unwesentlich gefährdet. In anderen Fällen kann die Genehmigung erteilt werden, wenn das volkswirtschaftliche Interesse an der Vornahme des Rechtsgeschäfts die damit verbundene Beeinträchtigung des in der Ermächtigung angegebenen Zwecks überwiegt. Eine Einfuhrgenehmigung ist erforderlich für Waren, die in der Einfuhrliste als genehmigungsbedürftig gekennzeichnet sind.
Einfuhrgenehmigungen stellen einen Verwaltungsakt dar. Für den Erlass von Verwaltungsakten und die Entgegennahme von Meldungen sowie auf Grund von Rechtsakten des Rates oder der Kommission der Europäischen Union im Bereich des Außenwirtschaftsrechts ist gemäß § 13 AWG das Bundesamt für Wirtschaft und Ausfuhrkontrolle (BAFA) zuständig.
Unterliegt die Einfuhr einer Ware auf Grund eines Rechtsakts der Europäischen Union der Überwachung, so wird gemäß § 36 Abs. 1 AWV bei der genehmigungsfreien Einfuhr auf Antrag ein Überwachungsdokument auf einem Einfuhrdokument nach den Rechtsakten der Europäischen Union erteilt. Das Einfuhrdokument ist in der gesamten Union gültig. Durch Allgemeinverfügung können die für die Erteilung von Einfuhrgenehmigungen und Einfuhrlizenzen zuständigen Stellen (BAFA) im Sinne des § 13 AWG die Einzelheiten bekannt geben, die bei den Anträgen auf Erteilung der Genehmigung zu beachten sind.
Die Ein- oder Ausfuhr von bestimmten Agrarprodukten in bzw. aus EU-Mitgliedstaaten ist nur mit Verwendung einer Ein- oder Ausfuhrlizenz zulässig. Die grundsätzlich lizenzpflichtigen Erzeugnisse sind im Anhang der Verordnung (EU) 2016/1237 vom 18. Mai 2016 zur Ergänzung der Verordnung (EU) Nr. 1308/2013 des Europäischen Parlaments und des Rates in Bezug auf die Durchführungsbestimmungen für die Regelung über Ein- und Ausfuhrlizenzen aufgeführt. Agrarprodukte, die den Voraussetzungen des § 40 AWV genügen, benötigen keine Einfuhrgenehmigung und unter anderem auch kein Ursprungszeugnis.
Für bestimmte Waren, die z. B. aufgrund der geringen Warenmenge, des geringen Wertes oder des besonderen Verwendungszwecks nicht der außenwirtschaftsrechtlichen Marktbeobachtung unterliegen, ist keine Einfuhrgenehmigung erforderlich. Der betreffende Warenkatalog ist in den §§ 40 AWV, § 41 AWV und § 42 Abs. 4 AWV aufgeführt.
Bestehen Einfuhrverbote, kann keine Einfuhrgenehmigung erteilt werden. Das gilt insbesondere für Kulturgüter, für die sich ein Verbot aus § 21 KGSG bzw. § 28 KGSG ergibt.

## Wirtschaftliche Aspekte
Einfuhrgenehmigungen und Importverbote stellen Handelshemmnisse dar, die den Freihandel einschränken. Eine restriktive Handhabung von Einfuhrgenehmigungen führt – unter sonst gleichbleibenden Verhältnissen – zu geringeren Importen und damit zu einer Verbesserung der Handelsbilanz. Da die Importe im Inland benötigt werden und nicht vorhanden sind, tritt – unter sonst gleichbleibenden Verhältnissen – Inflation ein. Das gilt umgekehrt auch für eine expansive Handhabung von Einfuhrgenehmigungen. Maßnahmen der Handelspolitik wie restriktive Einfuhrgenehmigungen, stärkere Exportorientierung, expansive Einfuhrbeschränkungen oder Importzölle können eine negative Devisenbilanz ausgleichen und umgekehrt. Damit beeinflussen Einfuhrgenehmigungen den Außenbeitrag, Außenhandel und Produktionswert. Die Außenhandelspolitik wirkt sich deshalb auch auf die nationale Wirtschaftspolitik aus.

## International

### Schweiz
In der Schweiz heißt die Einfuhrgenehmigung Einfuhrbewilligung. Einfuhrbewilligungen und Einfuhrzertifikate werden gemäß Art. 19 Abs. 1 Güterkontrollverordnung (GKV) nur natürlichen oder juristischen Personen erteilt, die ihren Wohnsitz beziehungsweise ihren Geschäftssitz oder ihre Niederlassung im schweizerischen Zollgebiet oder in einem schweizerischen Zollausschlussgebiet haben. Wer Güter einführen will, für die der Exporteurstaat ausdrücklich ein Einfuhrzertifikat verlangt, kann nach Art. 22 GKV das Staatssekretariats für Wirtschaft (SECO) um Ausstellung des Einfuhrzertifikats ersuchen.
Einzeleinfuhrbewilligung
Für die Einfuhr von immunologischen Arzneimitteln, Blut und Blutprodukten muss in der Schweiz eine Einfuhrbewilligung der Swissmedic eingeholt werden. Die Bewilligungen werden nur als Einzeleinfuhrbewilligung ausgestellt. Grundlage für die Bewilligungen ist Art. 35 Bundesgesetz vom 15. Dezember 2000 über Arzneimittel und Medizinprodukte (HMG) und Art. 32 bis Art. 35 Verordnung vom 17. Oktober 2001 über Bewilligungen im Arzneimittelbereich (AMBV). Pro Jahr werden ca. 1500 Bewilligungen dieser Art ausgestellt.
Generaleinfuhrbewilligung
Eine Generaleinfuhrbewilligung (GEB; französisch permis général d’importation) ist nach dem Schweizerischen Recht eine Bewilligung zum Erwerb von Zollkontingenten an entsprechend kontingentierten Waren. Eine GEB kann nur Personen erteilt werden, die im schweizerischen Zollgebiet Wohnsitz oder Sitz haben, ist unbefristet gültig, aber nicht übertragbar. Werden die GEB-Rechte nicht in einem angemessenen Umfang genutzt, kann die GEB entzogen werden.
Auf einer Zollanmeldung von Waren, für die eine GEB erforderlich ist, muss die Nummer der GEB des Importeurs, des Warenempfängers oder des Zwischenhändlers angegeben werden. Die Notwendigkeit der GEB wird in den jeweiligen Gesetzen geregelt, beispielsweise als Anhang.
Nach der Verordnung über die Einfuhr von landwirtschaftlichen Erzeugnissen (Agrareinfuhrverordnung, AEV, SR 916.1) vom 26. Oktober 2011 ist eine Bewilligung des Bundesamts für Landwirtschaft (BLW) nötig zum Import von bestimmten landwirtschaftlichen Gütern, die im Anhang des Gesetzes aufgeführt werden.
Die Verordnung über die Pflichtlagerhaltung von flüssigen Treib- und Brennstoffen (SR 531.215.41) spricht von einer Generalbewilligung. Der Sprachgebrauch der mit der Pflichtlagerung beauftragten Carbura bezeichnet diese aber als Generaleinfuhrbewilligung.
Nach dem Bundesgesetz vom 13. Dezember 1996 über das Kriegsmaterial (Kriegsmaterialgesetz, KMG) muss zur Einfuhr und für den Transit von Kriegsmaterial eine Generalein- und -durchfuhrbewilligung vorliegen. Die Bewilligung wird vom Staatssekretariat für Wirtschaft erteilt, welches bis zu zehn Bewilligungen pro Jahr ausstellt. Die Bewilligung kann abgelehnt werden, wenn Gründe nach Art. 24 Art. 24 KMG vorliegen.
Für die Einfuhr von ozonabbauenden Substanzen in die Schweiz ist eine GEB vom Bundesamt für Umwelt (BAFU) erforderlich.

### Österreich
Rechtsgrundlage ist in Österreich das Außenwirtschaftsgesetz (AußWG). Sofern unmittelbar anwendbares Recht der Europäischen Union nicht entgegensteht, hat der Bundesminister für Wirtschaft, Familie und Jugend mit Verordnung eine Genehmigungspflicht für die Einfuhr im Güterverkehr mit einzelnen oder allen Drittstaaten festzulegen (§ 14 Abs. 3 AußWG). Verboten sind nach § 18 Abs. 1 AußWG die Einfuhr von Chemikalien der Kategorien 1 und 2 aus einem Staat, der nicht Vertragspartei der Chemiewaffenkonvention ist.

### USA
In den USA ist für Lebensmittel eine Voranmeldung (englisch prior notice) bei der Food and Drug Administration (FDA) erforderlich, die auch die Einfuhrgenehmigung (englisch import permit) erteilt. Die FDA übernimmt auch das Zulassungsverfahren für Arzneimittel. Einfuhrbeschränkungen bestehen für zahlreiche Waren, darunter Nahrungsmittel, Arzneimittel, medizinische Geräte, elektronische Geräte, chemische Produkte, Gefahrstoffe, Spielzeug und zahlreiche Konsumgüter. Sonderbestimmungen gibt es für Waffen und Alkohol.

### Washingtoner Artenschutzübereinkommen
Nach dem Washingtoner Artenschutzübereinkommen ist der internationale Handel mit bestimmten Tierarten und deren Produkten wie Elfenbein, Kaviar, Holzprodukten, Arzneimitteln oder präparierten Tieren, in Abhängigkeit vom entsprechenden Anhang (I, II, III) und den dort genannten Bemerkungen, geregelt. Je nach Anhang sind Ausfuhr- oder Einfuhrgenehmigungen notwendig, die bestimmte Anforderungen erfüllen müssen. Auf diesem Abkommen beruht die Verordnung (EG) Nr. 338/97; deren Anhang A sieht für bestimmte Tier- und Pflanzenarten ein Vermarktungsverbot vor. Für die Ein- und Ausfuhr sind Genehmigungen des Einfuhr- und Ausfuhrlandes in Form eines CITES-Dokuments erforderlich.